# Club AA Dominicos
El Club Antiguos Alumnos Dominicos és un club gallec d'hoquei sobre patins de la ciutat de La Corunya que actualment competeix a OK Lliga Plata. Va ser fundat l'any 1957 al col·legi Dominics i, junt al HC Liceo, és un dels clubs històrics del hoquei gallec.
L'any 1980 va pujar a la màxima categoria del hoquei estatal, on va romandre durant 10 temporades seguides. Durant aquest període aconsegueix la seva major fita, guanyar la Copa del Rei de 1990, derrotant a la final disputada a Alcobendas al Reus Deportiu.
Degut a la mala gestió de la temporada 1990-1991, on disputa la Copa de la CERS, el club va baixar de categoria, quedant fora de l'elit del hoquei. Durant la temporada 2012-2013 aconsegueix pujar a Primera Divisió, descendent dues temporades després. A la temporada 2018-2019 assoleix l'ascens a OK Plata.

## Palmarès
- 1 Copa del Rei